# Birgit Prinz
Birgit Prinz, född 25 oktober 1977 i Frankfurt am Main i det dåvarande Västtyskland, är en tysk före detta fotbollsspelare. 
Hon spelade senast som anfallare i 1. FFC Frankfurt, med vilka hon bland annat vann UEFA Women's Cup tre gånger, samt i det framgångsrika tyska landslaget, för vilket hon debuterade 1994. Tre gånger har hon utsetts till världens bästa spelare, 2003, 2004 och 2005. Hon fick 2003 ett erbjudande om att ta en plats i den italienska klubben AC Perugias herrlag, men avstod. I augusti 2011 meddelade Printz officiellt att hon avslutar sin karriär.

## Meriter
- VM: Guld 2003 och 2007[2]
- EM: Guld 1995, 1997, 2001, 2005 och 2009[2]
- OS: Brons 2000, 2004 och 2008
- UEFA Women's Cup: Guld 2002, 2006 och 2008
- FIFA World Player of the Year: 2003, 2004 och 2005.[2]